# صمدآباد، گران‌بوی
صمدآباد (به لاتین: Səmədabad) یک منطقه مسکونی در جمهوری آذربایجان است که در شهرستان گران‌بوی واقع شده است. صمدآباد ۱۲۴۵ نفر جمعیت دارد.